# Bundestagswahlkreis Stade I – Rotenburg II
Der Bundestagswahlkreis Stade I – Rotenburg II (Wahlkreis 30) liegt in Niedersachsen und umfasst den Südteil des Landkreises Stade mit den Gemeinden Stade, Buxtehude und Jork sowie den Samtgemeinden Apensen, Fredenbeck, Harsefeld, Horneburg und Lühe sowie den Nordteil des Landkreises Rotenburg (Wümme) mit den Gemeinden Bremervörde und Gnarrenburg sowie den Samtgemeinden Geestequelle, Selsingen, Sittensen, Tarmstedt und Zeven.
Der Wahlkreis wurde zur Bundestagswahl 2009 im Rahmen einer vollständigen Neueinteilung des Weser-Elbe-Raums in Niedersachsen mit der Wahlkreisnummer 31 neu eingerichtet, nachdem er bis zur Bundestagswahl 1998 bereits als Wahlkreis Stade – Rotenburg I in ähnlicher Form existiert hatte. Die Neueinteilung war erforderlich, da Niedersachsen ein zusätzlicher Wahlkreis zugeteilt wurde. Bei den Bundestagswahlen 2002 und 2005 gehörte das Gebiet des Wahlkreises zu den Wahlkreisen 31 Stade – Cuxhaven und 35 Rotenburg – Verden. Seit der Wahl 2013 trägt er die Wahlkreisnummer 30.

## Wahlkreisabgeordnete
| Wahl | Abgeordneter | Abgeordneter      | Partei | Stimmen in % |
| ---- | ------------ | ----------------- | ------ | ------------ |
| 2009 |              | Martina Krogmann  | CDU    | 44,2         |
| 2013 |              | Oliver Grundmann  | CDU    | 47,6         |
| 2017 | 44,4         | Oliver Grundmann  | CDU    |              |
| 2021 | 34,6         | Oliver Grundmann  | CDU    |              |
| 2025 |              | Vanessa-Kim Zobel | CDU    | 36,3         |

## Wahlergebnisse

### Bundestagswahl 2025
| Kandidaten                                            | Kandidaten                     | Parteien/Listen     | Erststimmen | Erststimmen | Zweitstimmen | Zweitstimmen |
| Kandidaten                                            | Kandidaten                     | Parteien/Listen     | Stimmen     | %           | Stimmen      | %            |
| ----------------------------------------------------- | ------------------------------ | ------------------- | ----------- | ----------- | ------------ | ------------ |
|                                                       | Frauke Langen                  | SPD                 | 42.393      | 25,6        | 36.582       | 22,0         |
|                                                       | Vanessa-Kim Zobelgewählt im WK | CDU                 | 60.301      | 36,3        | 51.046       | 30,7         |
|                                                       | Joachim Fuchs                  | GRÜNE               | 16.205      | 9,8         | 18.203       | 10,9         |
|                                                       | Jan Koepke                     | FDP                 | 4.663       | 2,8         | 6.693        | 4,0          |
|                                                       | Marie-Thérèse Kaiser           | AfD                 | 29.890      | 18,0        | 30.498       | 18,3         |
|                                                       | Benjamin Koch-Böhnke           | DIE LINKE           | 10.350      | 6,2         | 11.789       | 7,1          |
|                                                       | —                              | Tierschutzpartei    | –           | –           | 1.765        | 1,1          |
|                                                       | —                              | dieBasis            | –           | –           | 449          | 0,3          |
|                                                       | —                              | Die PARTEI          | –           | –           | 816          | 0,5          |
|                                                       | —                              | FREIE WÄHLER        | –           | –           | 1.111        | 0,7          |
|                                                       | —                              | Piraten             | –           | –           | 287          | 0,2          |
|                                                       | Malte Hermsteiner              | Volt                | 2.100       | 1,3         | 1.238        | 0,7          |
|                                                       | —                              | PdH                 | –           | –           | 113          | 0,1          |
|                                                       | —                              | MLPD                | –           | –           | 27           | 0,0          |
|                                                       | —                              | Bündnis Deutschland | –           | –           | 218          | 0,1          |
|                                                       | —                              | BSW                 | –           | –           | 5.507        | 3,3          |
| Gesamt                                                | Gesamt                         | Gesamt              | 165.902     | 100         | 166.342      | 100          |
|                                                       |                                |                     |             |             |              |              |
| Ungültige Stimmen                                     | Ungültige Stimmen              | Ungültige Stimmen   | 1.217       | 0,7         | 777          | 0,5          |
| Wähler                                                | Wähler                         | Wähler              | 167.119     | 84,5        | 167.119      | 84,5         |
| Wahlberechtigte                                       | Wahlberechtigte                | Wahlberechtigte     | 197.850     |             | 197.850      |              |
|                                                       |                                |                     |             |             |              |              |
| Quellen: Die Bundeswahlleiterin, Kandidaten – Stimmen |                                |                     |             |             |              |              |

### Bundestagswahl 2021
Der Stimmzettel zur Bundestagswahl am 26. September 2021 umfasst 21 Landeslisten. Die Parteien haben folgende Kandidaten aufgestellt.
| Direktkandidat       | Partei           | Erststimmen in % | Zweitstimmen in % |
| -------------------- | ---------------- | ---------------- | ----------------- |
| Oliver Grundmann     | CDU              | 34,6             | 26,5              |
| Kai Koeser           | SPD              | 31,7             | 32,0              |
| Steven Hermeling     | FDP              | 8,0              | 11,1              |
| Marie-Thérèse Kaiser | AfD              | 7,1              | 7,3               |
| Claas Goldenstein    | GRÜNE            | 13,2             | 14,6              |
| Klemens Kowalski     | DIE LINKE        | 2,9              | 2,9               |
| -                    | Die PARTEI       | -                | 0,9               |
| -                    | Tierschutzpartei | -                | 1,2               |
| -                    | FREIE WÄHLER     | -                | 1,1               |
| Richard Klaus        | PIRATEN          | 1,2              | 0,5               |
| –                    | NPD              | -                | 0,1               |
| –                    | V-Partei³        | -                | 0,1               |
| –                    | ÖDP              | -                | 0,1               |
| -                    | MLPD             | -                | 0,0               |
| –                    | DKP              | -                | 0,0               |
| Kai Bartos           | dieBasis         | 1,3              | 1,0               |
| –                    | du.              | -                | 0,1               |
| –                    | LKR              | -                | 0,0               |
| -                    | Die Humanisten   | -                | 0,1               |
| –                    | Team Todenhöfer  | -                | 0,2               |
| –                    | Volt             | -                | 0,3               |

### Bundestagswahl 2017
Zur Bundestagswahl 2017 am 24. September 2017 wurden 8 Direktkandidaten und 18 Landeslisten zugelassen.
| Direktkandidat   | Partei           | Erststimmen in % | Zweitstimmen in % |
| ---------------- | ---------------- | ---------------- | ----------------- |
| Oliver Grundmann | CDU              | 44,4             | 38,9              |
| Oliver Kellmer   | SPD              | 28,2             | 24,5              |
| André Grote      | FDP              | 5,8              | 9,6               |
| Ralf Poppe       | GRÜNE            | 7,0              | 8,2               |
| Klemens Kowalski | DIE LINKE.       | 5,3              | 6,3               |
| Richard Klaus    | PIRATEN          | 0,9              | 0,4               |
| –                | NPD              | –                | 0,4               |
| –                | Tierschutzpartei | –                | 0,9               |
| –                | MLPD             | –                | 0,0               |
| Astrid zum Felde | AfD              | 8,3              | 8,9               |
| –                | DiB              | –                | 0,1               |
| –                | DKP              | –                | 0,0               |
| –                | FREIE WÄHLER     | –                | 0,5               |
| –                | BGE              | –                | 0,2               |
| –                | DM               | –                | 0,1               |
| –                | ÖDP              | –                | 0,1               |
| –                | Die PARTEI       | –                | 0,8               |
| –                | V-Partei³        | –                | 0,1               |
| Udo Knoop        | Einzelbewerber   | 0,2              | –                 |

### Bundestagswahl 2013
Diese fand am 22. September 2013 statt. Es wurden 9 Direktkandidaten und 14 Landeslisten zugelassen.
| Direktkandidat   | Partei           | Erststimmen in % | Zweitstimmen in % |
| ---------------- | ---------------- | ---------------- | ----------------- |
| Oliver Grundmann | CDU              | 47,6             | 44,7              |
| Oliver Kellmer   | SPD              | 34,1             | 30,9              |
| Serkan Tören     | FDP              | 1,7              | 4,2               |
| Michael Lemke    | GRÜNE            | 6,3              | 7,8               |
| Michael Quelle   | DIE LINKE.       | 3,4              | 4,2               |
| Richard Klaus    | PIRATEN          | 1,4              | 1,5               |
| Manfred Dammann  | NPD              | 1,0              | 0,9               |
| –                | Tierschutzpartei | –                | 0,7               |
| –                | MLPD             | –                | 0,0               |
| Jens Paulsen     | AfD              | 3,9              | 4,5               |
| –                | pro Deutschland  | –                | 0,1               |
| –                | REP              | –                | 0,0               |
| Gerd Krümmel     | FREIE WÄHLER     | 0,5              | 0,4               |
| –                | PBC              | –                | 0,1               |

### Bundestagswahl 2009
Die Bundestagswahl 2009 hatte folgendes Ergebnis:
| Direktkandidat      | Partei                | Erststimmen in % | Zweitstimmen in % |
| ------------------- | --------------------- | ---------------- | ----------------- |
| Martina Krogmann    | CDU                   | 44,2             | 36,5              |
| Margrit Wetzel      | SPD                   | 33,4             | 26,9              |
| Serkan Tören        | FDP                   | 7,1              | 14,3              |
| Philip Kossack      | Bündnis 90/Die Grünen | 6,7              | 10,1              |
| Helmut-Hartwig Doll | Die Linke.            | 6,5              | 7,5               |
| Adolf Dammann       | NPD                   | 1,7              | 1,5               |
| Maria Räuschel      | BüSo                  | 0,2              | –                 |
| Erich Nagel         | unabhängig            | 0,3              | –                 |

Martina Krogmann legte ihr Mandat im April 2010 nieder, um Leiterin der Vertretung des Landes Niedersachsen beim Bund zu werden. Hans-Werner Kammer rückte über die Landesliste in den Bundestag nach. Der Wahlkreis Stade I – Rotenburg II war danach mit keinem direkt gewählten Abgeordneten im Bundestag vertreten.